# Рапсодија
Рапсодија (грч. ῥαψῳδία) је инструментално или вокално дело написано у слободном, импровизованом епском стилу. У 19. веку доживљава препород под утицајем естетике романтизма са његовим интересом према фолклору.